# Inczon
Inczon (kor. 인천, zapisywane również jako Incheon, Inczhon) – miasto na prawach metropolii i port morski w północno-zachodniej części Korei Południowej w pobliżu Seulu. Wcześniej nosiło nazwę Jemulpo (polska pisownia także Czemulpo). Trzecie co do wielkości miasto kraju.

## Historia

Plan desantu wojsk amerykańskich na Inczon

Osadnictwo na ziemiach dzisiejszego Inczonu datuje się od czasów neolitu. Położenie miasta pretendowało go do roli ważnego portu morskiego, założonego w 1883 roku (populacja miasta liczyła w tym czasie 4700 mieszkańców). W okresie tym miasto nosiło nazwę Jemulpo. Podczas wojny rosyjsko-japońskiej, 9 lutego 1904 roku w Inczonie wylądowały wojska japońskie, opanowując następnie Koreę. Równocześnie doszło do bitwy z okrętami rosyjskimi, znanej jako bitwa pod Czemulpo, zakończonej samozatopieniem dwóch rosyjskich okrętów.
Podczas wojny koreańskiej, 15 września 1950 roku Inczon był miejscem wielkiego desantu wojsk amerykańskich. Lądujący X Korpus Ekspedycyjny liczył ok. 40 tys. żołnierzy, 230 jednostek pływających wspieranych przez 600-1000 samolotów. Celem desantu było opanowanie drogi Inczon–Seul–Wonju i odcięcie wojsk KRLD na południu Korei. Opór stawiany na drodze do Seulu przez nieliczne jednostki północnokoreańskie był na tyle heroiczny, że korpus potrzebował na pokonanie 35 km dystansu aż tygodnia, a przez kolejny tydzień był uwikłany w walki uliczne w Seulu. Dzięki temu znaczna część Koreańskiej Armii Ludowej zdołała powrócić na północ.

## Gospodarka
Miasto liczyło 2 466 338 mieszkańców w 2000 roku. Stanowi duży ośrodek przemysłu: huty żelaza, aluminium i szkła, zakłady włókiennicze, samochodowe, chemiczne, spożywcze, materiałów budowlanych, stocznia. Połączone autostradą, linią kolejową i metrem z pobliskim Seulem, jest uważane za część większego zespołu miejskiego Seulu. Jest tu uniwersytet, założony w 1954 roku. Miasto ma powierzchnię 964,53 km², z czego 21% zajmują pola ryżowe, a 44% lasy.

## Podział administracyjny
Inczon podzielony jest na 8 dzielnic (kor. gu) i 2 powiaty (kor. gun).
- Bupyeong-gu (부평구; 富平區)
- Dong-gu (동구; 東區)
- Gyeyang-gu (계양구; 桂陽區)
- Jung-gu (중구; 中區)
- Nam-gu (남구; 南區)
- Namdong-gu (남동구; 南洞區)
- Seo-gu (서구; 西區)
- Yeonsu-gu (연수구; 延壽區)
- Ganghwa-gun (강화군; 江華郡)
- Ongjin-gun (옹진군; 甕津郡)

## Transport

### Port lotniczy
Znajdujący się na pobliskiej wyspie port lotniczy Seul-Inczon jest głównym portem lotniczym Korei i jednym z najważniejszych portów przesiadkowych Azji.

### Port morski
Port morski w Inczon ma regularne połączenia z miastami w północnych Chinach, m.in. z 
- Dalian, Dandong, w prowincji Liaoning
- Qingdao, Weihai, w prowincji Szantung
- Qinhuangdao, w prowincji Hebei

## Inne
W mieście znajduje się hala sportowa Arena Incheon.

## Osobistości
- Kim Hyo-yeon – piosenkarka, raperka, DJ-ka, tancerka i aktorka, członkini zespołu Girls’ Generation
- Jisung Han - wokalista, raper, lead-wokal i producer, członek zespołu Stray Kids oraz podgrupy 3RACHA

## Miasta partnerskie
- Japonia: Kitakyūshū, Kobe
- Stany Zjednoczone: Filadelfia, Anchorage, Burbank, Honolulu
- Chińska Republika Ludowa: Dalian, Tiencin
- Egipt: Aleksandria
- Izrael: Tel Awiw-Jafa
- Panama: Panama
- Filipiny: Manila
- Wietnam: Hajfong
- Indonezja: Banten
- Kambodża: Phnom Penh
- Rosja: Jekaterynburg